# Stygioides persephone
Stygioides persephone is een vlinder uit de familie van de houtboorders (Cossidae). De wetenschappelijke naam van deze soort is voor het eerst voorgesteld als Danielostygia persephone door Hans Reisser in een publicatie uit 1962.
De soort komt voor op Kreta.